# Peru ved sommer-OL 2012
Peru deltog ved Sommer-OL 2012 i London som blev arrangeret i perioden 27. juli til 12. august 2012.
| 2012 London | Guld | Sølv | Bronze | Total |
| Peru        | 0    | 0    | 0      | 0     |